# Анатомија
Анатомија (грч. νατομία, анатомија; и νατέμνειν, сецирање) је грана биологије која за циљ има изучавање структуре и организацију живих организама. Дели се на анималну анатомију — зоотомија и биљну анатомију — фитономија. Главне подгрупе анатомије су компаративна анатомија, хистологија и хумана анатомија. Анимална анатомија подразумева проучавање структуре различитих животиња и тада се назива компаративна анатомија или анимална морфологија, и може бити проучавање једне животиње, у ком случају се назива специјална анатомија.
Анатомија је стара наука, чији почеци су у преисторијским временима. Анатомија је инхерентно повезана са ембриологијом, компаративном анатомијом, еволуционом биологијом, и филогенијом, пошто су то процеси путем којих је анатомија генерисана на непосредној (ембриологија) и дугорочној (еволуција) временској скали. Људска анатомија је једна од основних есенцијалних наука медицине.
Дисциплина анатомије је подељена на макроскопску и микроскопску анатомију. Макроскопска анатомија, или топографска анатомија, је испитивање делова тела животиња користећи непомогнут вид. Топографска анатомија такође обухвата грану визуелне анатомије. Микроскопска анатомија подразумева употребу оптичких инструмената у проучавању ткива различитих структура, што је познато као хистологија, као и проучавање ћелија.
Историја анатомије се одликује прогресивним разумевањем функције органа и структуре људског тела. Методи су исто тако временом драстично побољшани, напредујући од прегледа животиња дисекцијом лешева до техника 20. века за медицинско снимање укључујући радиографију, ултрасонографију, и магнетну резонантну томографију.
Анатомија и физиологија, која студира (респективно) структуре и функцију организама и њихових делова, сачињавају природни пар сродних дисциплина, и оне се често студирају заједно.

## Дефиниција
Реч анатомија је изведена из грчке речи ἀνατομή anatomē „сецирање” (од грч. ἀνατέμνω anatémnō „пресећи, исећи“). Анатомија је научна дисциплина која изучава структуру организама укључујући њихове системе, органе и ткива. Тиме су обухваћени изглед и позиција разних делова, материјали од који су састављени, њихове локације и њихов однос са другим деловима. Анатомија се сасвим разликује од физиологије и биохемије, које се респективно баве функцијама тих делова и обухваћеним хемијским процесима. На пример, анатомичар се бави обликом, величином, позицијом, структуром, снабдевањем крви и инервацијом органа као што је јетра; док је физиолог заинтересован за производњу жучи, улогу јетре у исхрани и регулацији телесних функција.
Анатомија као дисциплина се може поделити у бројне гране укључујући макроскопску и микроскопску анатомију. Анатомија се може студирати користећи инвазивне и неинвазивне методе с циљем добијања информација о структури и организацији органа и система. Кориштене методе обухватају дисекцију, при којој се тело отвара и студирају се органи, у ендоскопију, у којој се видео камером-опремљени инструмент умеће кроз мали прорез на телесном зиду и користи се за истраживање унутрашњих органа и других структура. Ангиографија која користи рендгенске зраке или магнетна резонантна ангиографија су методи за визуализацију крвних судова.
Често се подразумева да се термин „анатомија“ односи на људску анатомију. Међутим, у суштини исте структуре и ткива налазе се у читавом остатку животињског царства, и термин такође укључује анатомију других животиња. Термин зоотомија се такође понекад користи да се специфично нагласи анатомија животиња. Структура и ткива биљака су различите природе и студирају се у биљној анатомији.

## Хумана анатомија
Нама најважнија врста анатомије је хумана анатомија (како подразумева проучавање једне врсте значи да је хумана анатомија такође и специјална анатомија). Хуману анатомију можемо да посматрамо из више углова. Са медицинског становишта хумана анатомија је уопште познавање егзактне форме, позиције, облика, величине и односа различитих структура људског тела. Овом термину је такође дат назив и дескриптивна или топографска хумана анатомија.
Људско тело је у тој мери комплексно да само мали број професионалаца, тек након година стрпљиве студије, могу да кажу да су познаваоци људског тела. Међутим сви лекари који проучавају људско тело се специјализују на одређене делове тела и то знање усавршавају. На пример, лекар се фокусира на мозак који проучава до детаља, док има опште знање остатка тела. Топографска анатомија се учи непрекидним понављањем и сецирањем тела, и детаљним упознавањем.
Са морфолошке тачке гледишта, хумана анатомија је фасцинантна наука, јер за циљ има проучавање узроке који су довели до тренутног стања тела. При овом проучавање неопходне су науке типа ембриологија, филогенија и хистологија.
Патолошка анатомија (или морбидна анатомија) је наука који проучава оболеле органе, док делови анатомије који проучава здраву анатомију тела могу бити медицинска, хируршка и површна анатомија. Компарацијом анатомије различитих раса људског рода бави се физичка антропологија, односно антрополошка анатомија.
Свака анатомска јединица почиње прво са описом структуре органа или система (као на пример нерви, нервни систем, срце, итд.). За овим следи опис развоја, односно ембриологија и компаративна анатомија, тј морфологија. Оваква класификација је од великог значаја јер прво даје довољно детаља о структури органа, и друго, било ко (не само професионални медицински радници) може да има у увид у однос и опис општег система.

## Животињска ткива
Царство Animalia садржи вишећелијске организме који су хетеротрофни и покретни (иако су неки секундарно адаптирали сесилни животни стил). Већина животиња има тела која су диференцирана у засебна ткива и те животиње су исто тако познате као Еуметазоани. Они имају једну унутрашњу комору за варење, са једним или два отвора; гамети се формирају у вишећелијским полним органима, а зиготи обухватају стадијум бластуле у њиховој ембриогенези. Метазоани не обухватају сунђере, који имају недиференциране ћелије.
За разлику од биљних ћелија, животињске ћелије немају нити ћелијски зид, нити хлоропласте. Вакуоле, кад су присутне, су бројније и знатно мање него оне у биљним ћелијама. Телесна ткива се састоје од бројних типова ћелија, укључујући оне присутне у мишићима, нервима и кожи. Свака типично има формирану ћелијску мембрану од фосфолипида, цитоплазму и једро. Све различите ћелије животиња су изведене из ембрионалних колицних листова. Једноставнији бескичмењаци који се формирају из два клицна слоја ектодерма и ендодерма називају се диплобласти. Развијеније животиње чије се структуре и органи формирају из три клицна слоја назвају се триплобласти.‍:59–60 Сва триплобластна животињска ткива и органи су изведени из три клицна листа ембриона, ектодерм, мезодерм и ендодерм.
Животињска ткива се могу груписати у четири основна типа: везивно, епотелно, мишићно и нервно ткиво.

### Везивно ткиво
Везивна ткива су влакнаста и састављена од ћелија распршених између неорганског материјала који се назива ванћелијски матрикс. Везивно ткиво даје облик органима и држи их у месту. Главни типови су лабаво везивно ткиво, адипозно ткиво, фиброзно везивно ткиво, хрскавичаво ткиво и кости. Ванћелијски матрикс се састоји од протеина, главни и најзаступљенији од којих је колаген. Колаген игра главну улогу у организовању и одржавању ткива. Матрикс може да буде модификован тако да се формира костур који подржава или штити тело. Егзоскелетон је задебљана, крута кутикула која је ојачана минерализацијом, као што је то случај код ракова или путем унакрсног-повезивања њених протеина, до чега долази код инсеката. Ендоскелетон је унутрашњи костур, који је присутан код свих развијених животиња, као и у многим које су мање развијене.

### Епителско ткиво
Епителско ткиво се састоји од блиско пакованих ћелија, везаних једна за другу помоћу ћелијских адхезивних молекула, са мало међућелијског простора. Епителне ћелије могу да буду сквамозне (равне), коцкасте или стубасте. Оне почивају на базалној ламини, горњег слоја базалне мембране.‍:203 Доњи слој је ретикуларна ламина која лежи поред везивног ткива у екстрацелуларном матриксу, који излучују епителне ћелије.‍:1002 Постоји много различитих типова епитела, модификованих да одговарају одређеној функцији. У респираторном тракту постоји тип цилијатне епителне облоге; у танком цреву постоје микроресице на епителним облогама и у дебелом цреву су присутне интестиналне ресице. Кожа се састоји од спољашњег слоја кератинизованог стратификованог сквамозног епитела који покрива спољашњост тела кичмењака. Кератиноцити сачињавају до 95% ћелија у покожици. Епителне ћелије на спољашњој површини тела типично излучују ванћелијски матрикс у облику кутикула. Код једноставних животиња то може да буде само гликопротеински покривач. Код напреднијих животиња, многе жлезде су формиране од епителних ћелија.

### Мишићно ткиво
Мишићне ћелије (миоцити) формирају активно контрактилно ткиво тела. Мишићно ткиво делује с циљем произвођења силе и узроковања кретања, било телесног кретања или покрета унутар унутрашњих органа. Мишић је формиран од контрактилних филамената који се деле у три главна типа: глатки мишић, попречно-пругасти мишић и срчани мишић. Глатки мишић нема стријације када се микроскопски прегледа. Он се споро контрахује, али одржава контрактибилност у широком опсегу дужина истезања. Овај тип мишића је присутан у органима као што су пипци морска сасе и телесни зидови морског краставаца. Попречно-пругасти мишићи се брзо контрахују али имају ограничен опсег продужења. Они налазе примену при кретању удова и чељусти. Обријатно избраздани мишић код кога су филаменти распоређени је прелаз између претходна два типа. Овај тип мишића је присутан код кишних глиста. Он се може полако истегнути и произвести брзе контракције.‍:103 Код виших животиња избраздани мишићи се јављају у сноповима причвршћеним за кост да би омогућили кретање и често су смештени у виду антагонистичких сетова. Глатки мишић је присутан у зидовима материце, мокраћне бешике, гастроинтестиналном тракту, желуцу, Једњаку, респираторним дисајним путевима, и крвним судовима. Срчани мишић се налази само у срцу, што омогућава том органу да се контрахује и пумпа крв кроз тело.

### Нервно ткиво
Нервно ткиво се састоји од мноштва нервних ћелија познатих као неурони који трансмитују информације. У неким радијално симетричним морским животињама које се споро крећу као што су реброноше и жарњаци (укључујући морска сасе и медузе), нерви формирају дифузни нервни систем, док су код већине животиња они организовани лонгитудинално у снопове. Код једноставних животиња, рецепторски неурони у телесним жиду узрокују локалне реакције на стимулус. Код комплекснијих животиња, специјализоване рецепторске ћелије као што су хеморецептори и фоторецептори су присутне у групама и шаљу поруке дуж нервне мреже до других делова организма. Неурони могу да буду повезани у ганглијама.‍:104 Код виших животиња, специјализовани рецептори су основа чулних органа, и код њих постоји централни нервни систем (мозак и кичмена мождина) и периферни нервни систем. Овај каснији се састоји од сензорних живаца који преносе информације од чулних органа и моторних живаца који утичу на циљне органе.‍:105–107 Периферни нервни сисртем се дели у соматски нервни систем који преноси сензације и контролише добровољне мишиће, и аутономног нервног система који недобровољно контролише глатке мишиће, поједине жлезде и унутрашње органе, укључујући желудац.

## Анатомија кичмењака
Сви кичмењаци имају сличан основни телесни план и у некој тачки њихових живота, углавном у ембрионском стадијуму, они имају заједничке главне хордатне карактеристике; укрућујући штап, нотохорду; дорзалну шупљу цев од нервног материјала, нервну цев; фарингеалне лукове; и реп постериорно до ануса. Кичмена мождина је заштићена кичменим стубом и налази се изнад нотохорда и гастроинтестиналног тракта. Нервно ткиво је изведено из ектодерма, везивно ткиво је изведено из мезодерма, и стомак је изведен из ендодерма. На стражњем крају је реп који наставља кичмену мождину и пршљенове, али не и црева. Уста се налазе на предњем крају животиње, а анус у бази репа. Дефинишућа карактеристика кичмењака је кичмени стуб, формиран развојем сегментиране серије кичмених пршљенова. Код већине кичмењака нотохорда постаје  међупршљенских дискова. Међутим, неколико кичмењака, као што су јесетра и целакант задржавају нотохорду у одраслом стадијуму. Чељустоусти кичмењаци су карактерисани паром додатака, пераја или ногу, који могу бити секундарно изгубљени. Сматра се да су удови кичмењака хомологни јер је иста основна скелетна структура наслеђена од њиховог последњег заједничког претка. Ово је један од аргумената које је изнео Чарлс Дарвин у подршци своје теорије еволуције.

## Системи људског тела
- Циркулаторни систем
- Систем за варење
- Ендокрини систем
- Систем за излучивање
- Имунски систем
- Нервни систем
- Лимфни систем
- Мишићни систем
- Систем органа за размножавање (Репродуктивни систем)
- Респираторни систем
- Скелетни систем
- Покровни систем

## Органи
- Анус
- Слепо црево
- Мозак
- Груди
- Дебело црево
- Дијафрагма
- Уво
- Очи
- Срце
- Бубрег
- Гркљан
- Јетра
- Плућа
- Нос
- Јајници
- Грло
- Панкреас
- Пенис
- Плацента
- Ректум
- Кожа
- Танко црево
- Слезина
- Желудац
- Језик
- Материца